# Assen Wassilew (Politiker)

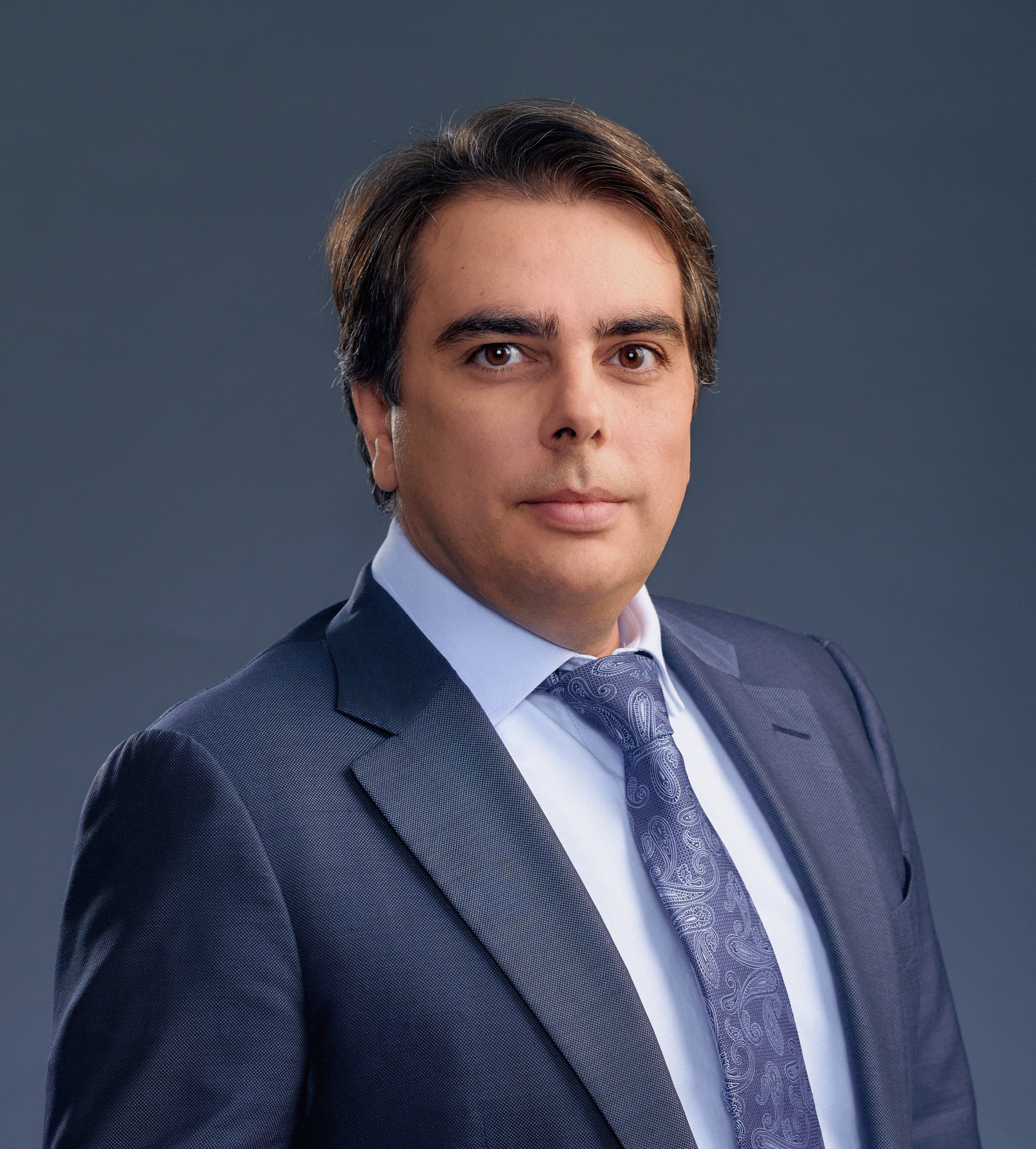
Assen Wassilew als Finanzminister 2021

Assen Waskow Wassilew (auch Asen Vaskov Vasilev geschrieben, bulgarisch Асен Васков Василев, * 9. September 1977 in Chaskowo, Bulgarien) ist ein bulgarischer Politiker der Plattform Wir setzen den Wandel fort (PP), Ökonom und Unternehmer. Vom 6. Juni 2023 bis zum 4. April 2024 war er Finanzminister in der Regierung von Nikolaj Denkow. Er war vom 13. Dezember 2021 bis zum 2. August 2022 Finanzminister Bulgariens. Er folgte auf diesem Posten Waleri Beltschew. In der kommissarischen Regierung Rajkow war er Minister für Wirtschaft, Energie und Tourismus; in der Regierung Janew I war er Finanzminister.

## Leben
Assen Wassilew wurde am 9. September 1977 in der thrakischen Stadt Chaskovo geboren. Er schloss das dortige fremdsprachige Gymnasium mit Englisch als einer der Jahrgangsbesten ab. Im Anschluss studierte Wirtschaftswissenschaften an der Harvard University und spezialisierte im Anschluss Business Administration und Recht an der Harvard Law School.
Nach seinem Studium war Wassilew einer der Gründer des Startups Everbeard, ein Flugticket Preisvergleichsportal. Dieses wurde teilweise vom Singapore National Research Fund und dem ersten Skype-Investor finanziert. Von 1999 bis 2004 arbeitete Wassilewal als Berater für die Monitor Group in den USA, Kanada, Europa und Südafrika. Er leitete Marketing- und strategische Entwicklungsprojekte für große internationale Unternehmen in den Bereichen Telekommunikation, Energie, Bergbau, Versicherungen und mehrere große Konsumgüterhersteller.
Er gründete auch das Zentrum für Wirtschaftsstrategie und Wettbewerbsfähigkeit der Harvard Business School in Sofia und wurde dessen Direktor. Später führte er in Bulgarien gemeinsam mit Kiril Petkow die sogenannten Harvard-Kurse des Zentrums an der Sofioter Universität ein. Sie wurden von den beiden geleitet, wobei sie über ihre Erfahrungen und dem Gelernten in ihrer Zeit an der Harvard University berichteten.
2013 war Wassilew für kurze Zeit Minister für Wirtschaft, Energie und Tourismus in der Interimsregierung von Marin Rajkow und zwischen 12. Mai und 16. September 2021 war er Finanzminister in der Interimsregierung Interimsregierung Janew I. Einige Tage später, am 19. September 2021, präsentierte Wassilew zusammen mit Kiril Petkow die politische Plattform Wir setzen den Wandel fort, kurz PP (von bulgarisch Продължаваме промяната, ПП). Sie traten mit ihr bei der Parlamentswahl im November 2021 in Bulgarien an und erhielten auf Anhieb 25,7 % der Stimmen, womit sie stärkste Kraft im Parlament wurden. Bei der Wahl führte er die Liste in seiner Heimatstadt Chaskowo und den bevölkerungsreichsten Wahlkreis in Bulgarien, den 23. in Sofia an. Am 13. Dezember 2021 wurde er schließlich vom Narodno Sabranie zum stellvertretender Ministerpräsidenten und Finanzminister der Regierung Petkow von PP, BSP, ITN (Es gibt ein solches Volk) und DB gewählt. Die Gegenstimmen kamen von der DPS und der ebenfalls neu im Parlament vertretenen Partei Wiedergeburt.